# Rosis

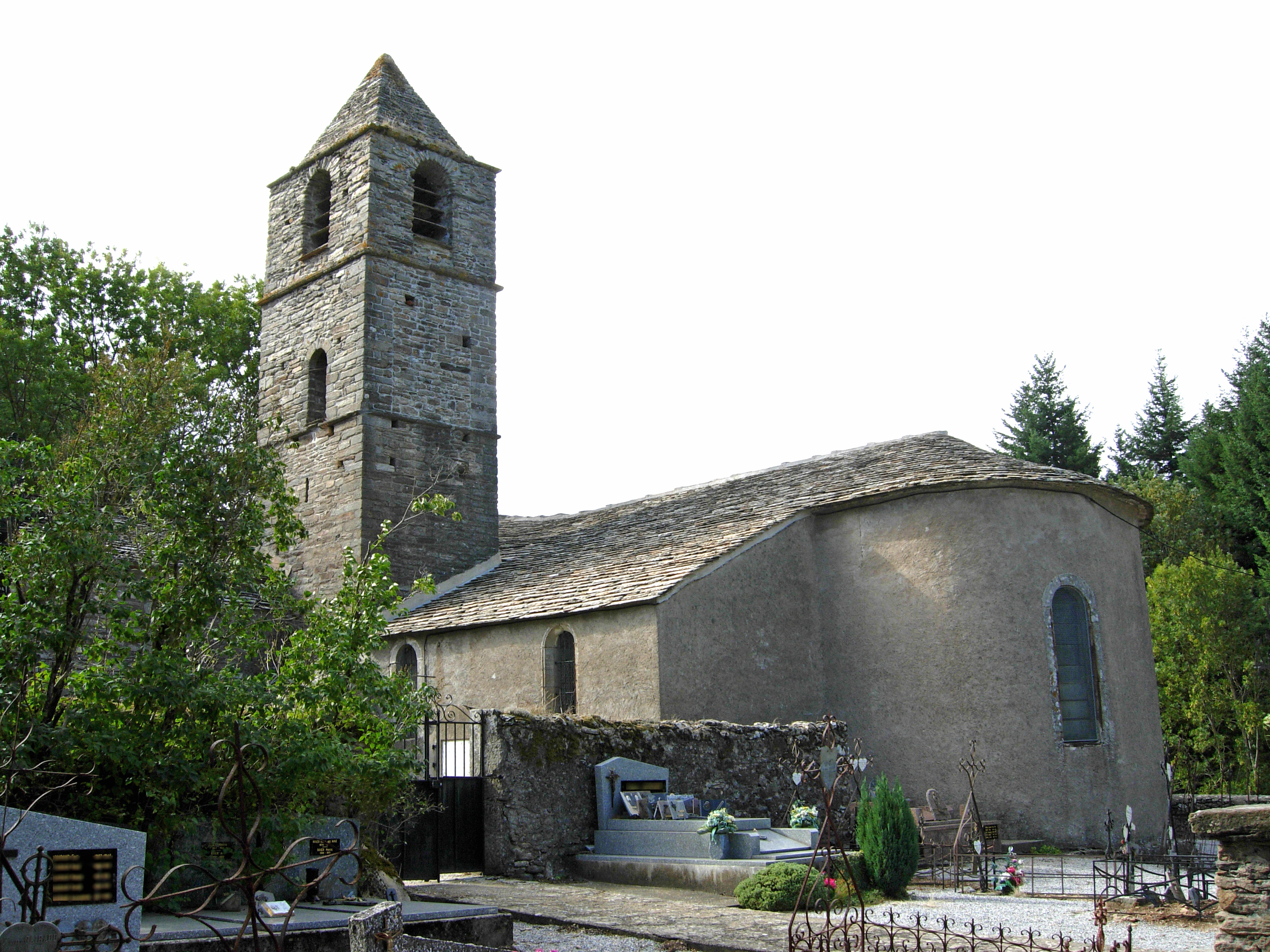

Rosis é uma comuna francesa na região administrativa de Occitânia, no departamento de Hérault. Estende-se por uma área de 52,91 km². Em 2010 a comuna tinha 285 habitantes (densidade: 5,4 hab./km²).